# 劉文慶
劉文慶（1954年1月22日—），中華民國（台灣）政治人士，曾任台中市議會第十一、十二屆議員，後代表民主進步黨在台中市選區當選為第二屆立法委員。
曾任台中魚市場股份有限公司董事長，現為台航董事長。
。